# Skoptsy
Los Skoptsy, eunucos o castrados, también llamados Blancas Palomas, fueron una secta cristiana fundada por Kondraty Selivanov, un campesino del distrito ruso de Oriol, en 1770. 

## Origen
La secta Skoptsy deriva del grupo de los Khlysty escindidos de la Iglesia Ortodoxa, que creían en las reencarnaciones continuas y perpetuas de Cristo y su presencia permanente en la Tierra. Ellos tenían solamente un Cristo, que descendió a la tierra por segunda vez en Rusia, Selivanov.

## Prácticas

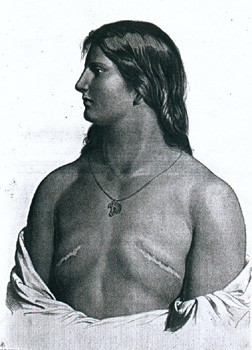
Mujer skoptsy.

Practicaban la castración obligatoria, como medio de asegurar la castidad; para ellos había que escapar del envolvimiento corporal que simboliza el sexo para alcanzar la pureza absoluta. Originalmente la castración era realizada con un hierro candente aplicado a los testículos ("el bautismo del fuego"). Si la operación no lograba destruir totalmente la pasión de la carne, el pene mismo era cortado. A finales del siglo XIX empezaron a permitir que los adeptos tuvieran uno o dos hijos antes de amputarse. 
Sostenían que Cristo y los primeros cristianos seguían esta práctica. Las mujeres mutilaban sus órganos genitales, se seccionaban los pezones, y los pechos enteros les fueron amputados a veces. Para ellos, el pecado original no consistió en comer la fruta del árbol del conocimiento, sino en las relaciones íntimas entre los sexos. No comían carne por ser ésta fruto del acoplamiento sexual. 
Los skoptsy llegaron a tener hasta cien mil miembros a principios del siglo XX, aunque muchos fueron reprimidos y juzgados (New York Times, 1910). La represión y colectivización del periodo soviético redujo su número a unos pocos millares para 1929, y se cree que están desaparecidos en la actualidad (Lane 1978).